# Badula pervilleana
Badula pervilleana H.Perrier – gatunek roślin z rodziny pierwiosnkowatych (Primulaceae). Występuje endemicznie w północno-zachodniej części Madagaskaru. 

## Morfologia
PokrójZimozielone drzewo.
LiścieBlaszka liściowa ma odwrotnie jajowaty lub lancetowaty kształt. Mierzy 2,5–10 cm długości oraz 0,8–5 cm szerokości, jest całobrzega, ma zbiegającą po ogonku nasadę i tępy wierzchołek. Ogonek liściowy jest nagi.
KwiatyZebrane w wiechach wyrastających z kątów pędów. Mają 5 działek kielicha o trójkątnym kształcie i dorastające do 1 mm długości. Płatków jest 5, są odwrotnie jajowate i mają białawą barwę.